# Dalea obovata
Dalea obovata är en ärtväxtart som först beskrevs av John Torrey och Asa Gray, och fick sitt nu gällande namn av Lloyd Herbert Shinners. Dalea obovata ingår i släktet Dalea, och familjen ärtväxter. IUCN kategoriserar arten globalt som livskraftig. Inga underarter finns listade i Catalogue of Life.